# Diaparsis valvator
Diaparsis valvator là một loài tò vò trong họ Ichneumonidae.